# Naturschutzgebiet Hütter Klosterteiche
Koordinaten: 54° 4′ 19,3″ N, 11° 56′ 54,9″ O

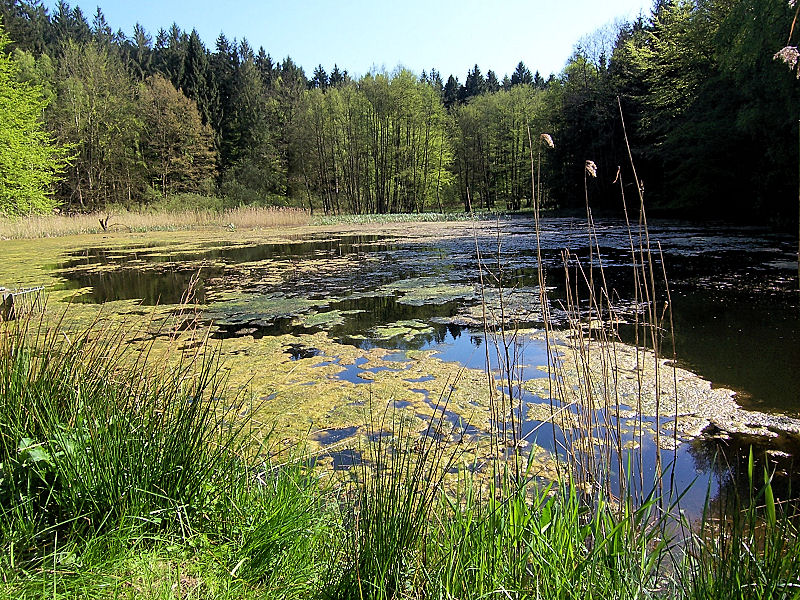
Hütter Wohld

Das Naturschutzgebiet Hütter Klosterteiche ist ein Naturschutzgebiet in Mecklenburg-Vorpommern vier Kilometer südöstlich von Bad Doberan. Das in der Gemeinde Bartenshagen-Parkentin im Ortsteil Parkentin liegende Schutzgebiet umfasst 58 Hektar und wurde am 24. August 1999 ausgewiesen. Namensgebend ist die Siedlung Hütten am Ostrand des Waldgebietes Hütter Wohld, in dem sich die Teiche befinden. Dieser Hütter Wohld ist der östlichste Teil des Landschaftsschutzgebietes Kühlung, das große Teile des gleichnamigen Höhenrückens umfasst.
Der Gebietszustand wird als gut angesehen. Umfangreiche Sanierungsarbeiten zur Verbesserung des Gebiets wurden von 2003 bis 2005 ausgeführt. Ein Naturlehrpfad stellt die Besonderheiten des Gebiets vor.
Nach EU-Recht sind die Flächen Bestandteil des FFH-Gebiets Hütter Wohld und Kleingewässerlandschaft westlich Hanstorf.

## Geschichte
Die Teiche wurden im Jahr 1268 erstmals erwähnt und vom Kloster Doberan bis in das 16. Jahrhundert genutzt. Durch die mit der Reformation einhergehende Säkularisation kam es ab 1552 zur Nutzungsaufgabe. Anfang des 20. Jahrhunderts wurden die Teiche restauriert. Eine umfangreichere Instandhaltung erfolgte ab 1990 durch ABM-Kräfte. Starke Regenfälle führten im Jahr 1998 zum Dammbruch, dessen Folgen erst im Jahr 2005 wieder beseitigt wurden.

## Pflanzen- und Tierwelt
Im Süden des Naturschutzgebietes befinden sich Feuchtwiesen, an die in Richtung Norden ein von Erlen gesäumtes Bachtal anschließt. Eine Fläche im Süden ist mit Erlenbruchwald bestockt. Nördlich findet sich die umfangreiche Teichlandschaft.